# منزل بادن باول

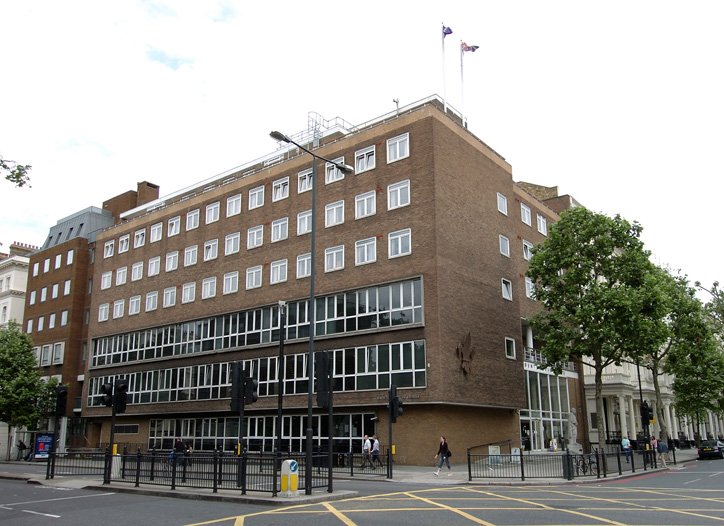
منزل بادن باول.

منزل بادن باول هو مركز كشفي يعتقد فيه مؤتمرات ويقع في جنوب كنسينغتون في لندن، شيد عام 1961 تكريما لبادن باول مؤسس الحركة الكشفية.المنزل مملوك لجمعية الكشافة ويتضمن معرضاً صغيرا يتعلق بأمور الكشافة في شكلها الحالي، وتمثال من نحت النحات دون بوتر.